# Аранзас (Техас)
Аранзас (англ. Aransas Pass) — місто (англ. city) в США, в округах Сан-Патрисіо, Аранзас і Нюесес штату Техас. Населення — 7941 особа (2020).

## Географія
Аранзас розташований за координатами 27°53′25″ пн. ш. 97°7′6″ зх. д. / 27.89028° пн. ш. 97.11833° зх. д. (27.890210, -97.118465).  За даними Бюро перепису населення США в 2010 році місто мало площу 135,64 км², з яких 32,57 км² — суходіл та 103,08 км² — водойми.

## Демографія
Згідно з переписом 2010 року, у місті мешкали 8204 особи в 3191 домогосподарстві у складі 2165 родин. Густота населення становила 60 осіб/км².  Було 4192 помешкання (31/км²).
Расовий склад населення:
| - 84,6 % — білих - 3,1 % — чорних або афроамериканців - 1,0 % — азіатів - 0,8 % — корінних американців - 0,1 % — вихідців з тихоокеанських островів - 7,7 % — осіб інших рас |

До двох чи більше рас належало 2,8 %. Частка іспаномовних становила 40,0 % від усіх жителів.
За віковим діапазоном населення розподілялося таким чином: 24,1 % — особи молодші 18 років, 58,8 % — особи у віці 18—64 років, 17,1 % — особи у віці 65 років та старші. Медіана віку мешканця становила 40,8 року. На 100 осіб жіночої статі у місті припадало 96,4 чоловіків;  на 100 жінок у віці від 18 років та старших — 94,1 чоловіків також старших 18 років.
Середній дохід на одне домашнє господарство  становив 76 539 доларів США (медіана — 44 353), а середній дохід на одну сім'ю — 75 888 доларів (медіана — 50 317). Медіана доходів становила 50 063 долари для чоловіків та 30 278 доларів для жінок. За межею бідності перебувало 18,2 % осіб, у тому числі 23,9 % дітей у віці до 18 років та 17,2 % осіб у віці 65 років та старших.
Цивільне працевлаштоване населення становило 3307 осіб. Основні галузі зайнятості: мистецтво, розваги та відпочинок — 18,1 %, освіта, охорона здоров'я та соціальна допомога — 17,3 %, будівництво — 13,3 %, сільське господарство, лісництво, риболовля — 12,2 %.